# Glyptotendipes nishidai
Glyptotendipes nishidai är en tvåvingeart som beskrevs av Yamamoto 1995. Glyptotendipes nishidai ingår i släktet Glyptotendipes och familjen fjädermyggor. Inga underarter finns listade i Catalogue of Life.